# 聖伊莉莎白 (密蘇里州)
聖伊莉莎白（英語：St. Elizabeth）是位於美國密蘇里州米勒縣的村。

## 人口
根據2020年美國人口普查的數據，聖伊莉莎白的面積為2.70平方千米，皆為陸地。當地共有人口418人，而人口密度為每平方千米155人。